# Стредње Плахтинце
Стредње Плахтинце (слч. Stredné Plachtince) насељено је мјесто са административним статусом сеоске општине (слч. obec) у округу Вељки Кртиш, у Банскобистричком крају, Словачка Република.

## Становништво
| Година:    | 1994. | 2004.   | 2014.   | 2024.   |
| ---------- | ----- | ------- | ------- | ------- |
| Број људи: | 613   | 623     | 609     | 599     |
| Разлика:   |       | +1,63 % | -2,24 % | -1,64 % |

| Година:    | 2023. | 2024.   |
| ---------- | ----- | ------- |
| Број људи: | 600   | 599     |
| Разлика:   |       | -0,16 % |

Према подацима о броју становника из 2011. године насеље је имало 653 становника.